# 在イスタンブール日本国総領事館
在イスタンブール日本国総領事館（トルコ語: Japonya Başkonsolosluğu, İstanbul、英語: Consulate-General of Japan in Istanbul）は、トルコ最大の都市イスタンブールに設置されている日本の総領事館である。

## 沿革
- 1923年10月29日、ローザンヌ条約によりトルコ共和国の成立が国際的に承認される[2]。
- 1924年8月6日、日本がトルコ共和国を承認して、日土間の国交が樹立される[2]。
- 1925年3月23日、オスマン帝国時代の旧首都にしてトルコ最大都市でもあるイスタンブールに在トルコ日本帝国大使館が開設される[2]。
- 1937年10月27日、在トルコ日本帝国大使館が首都アンカラに移転して、イスタンブールから日本の在外公館がなくなる[2]。
- 1963年10月1日、在イスタンブール駐在官事務所が開設される、イスタンブールに日本の在外公館が設置されたのは大使館移転以来で約四半世紀ぶり[3]。
- 1965年1月1日、在イスタンブール日本国領事館（在イスタンブル日本国領事館）が開設される[2]。
- 1972年10月、イスタンブールの領事館が在イスタンブール日本国総領事館に昇格する[2]。
- 2021年8月17日、アフガニスタンでのカーブル陥落を受けて、総領事館内に、一時閉鎖された在アフガニスタン大使館の臨時事務所を設置[4][5]。
- 2021年9月1日、それまで総領事館内に置かれていた在アフガニスタン大使館の臨時事務所がイスタンブールを離れてカタールのドーハに移転[6]。

## 所在地
Tekfen Tower 10.kat, Büyükdere Caddesi No:209, 4.Levent 34394 İstanbul
参考和訳：イスタンブール市第4レヴェント34394、ビュユックデレ通り209号テクフェン・タワー10階

## 管轄地域
イスタンブール県に加えて、アイドゥン県、イズミル県、ウシャック県、エディルネ県、キュタヒア県、クルクラーレリ県、コジャエリ県、サカリヤ県、チャナッカレ県、テキルダー県、デニズリ県、バルクエシル県、ビレジック県、ブルサ県、マニサ県、ムーラ県、及びヤロヴァ県を管轄。